# Nuri Abu Sahmain
Nuri Abu Sahmain (en árabe: نوري أبو سهمين) es un político libio de etnia amazig, presidente del Congreso General Nacional de Libia (CGN) desde el 25 de junio de 2013 hasta su disolución el 4 de agosto de 2014, consecuencia de unas elecciones que traspasaron la autoridad legislativa a un nuevo parlamento.
A pesar de su cesación legal, él y otros diputados islamistas se negaron a ceder el poder y trataron de seguir gobernando Trípoli y sus alrededores mediante milicias, dando lugar a una guerra civil. Dos años más tarde, tras la creación de un Gobierno de Acuerdo Nacional para Libia por parte de Naciones Unidas, el cual tomó pacíficamente la capital libia, el Congreso se disolvió y Abu Sahmain escapó de la ciudad, abandonando el escenario político.

## Presidencia del Congreso General Nacional

### Elección
Sahmain fue elegido para presidir el Congreso libio en sucesión de Mohamed Yousef al-Magariaf, que tuvo que retirarse tras la aprobación de la Ley de Aislamiento Político, con 96 votos a favor y el apoyo de los islamistas del Congreso.
Entre sus desafíos para poner fin a las consecuencias de la guerra de Libia de 2011 se encontraban  la integración de las milicias al Ejército, la separación del Gobierno y el poder judicial y lograr el control estatal de todas las cárceles del país.
Excluidos del poder durante la Libia de Gadafi, Sahmain fue el primer amazig en desempeñar un cargo de tal importancia en el país africano, siendo además representante de Zuara en el Congreso

### Mandato
El Congreso General, dominado en su mayoría por islamistas, fue incapaz de imponer orden y estaba bloqueado por los Hermanos Musulmanes, que se oponían frontalmente al  mandato del primer ministro Ali Zeidan y dimitieron de todos sus cargos, organizando varias medidas y una moción de censura para intentar destituirle.
Aunque formalmente Sahmain no pertenecía a ningún grupo político, era próximo a la ideología de los Hermanos Musulmanes. Utilizando su capacidad para emitir decretos y el cargo de comandante en jefe del Ejército que ostentaba, favoreció la creación y el desarrollo de numerosas brigades islamistas: en julio de 2013 ordenó la creación de la Sala de Operaciones de los Revolucionarios Libios y en agosto de 2013 ordenó a la Brigada Escudo de Libia que se hiciera con el control de la seguridad de Trípoli.
El problema del fracaso político, así como la violencia armada ejercida por las milicias, provocó una nueva ola de manifestaciones, muchas de ellas de carácter liberal, que querían resultados inmediatos y el fin del Congreso Nacional, para dar lugar a un nuevo Gobierno que fuera capaz de poner fin a las milicias. En este contexto varias brigadas del Ejército, coordinadas por Khalifa Belqasim Haftar, organizaron la llamada Operación Dignidad con el objetivo de crear este nuevo ejecutivo y "devolver el país al camino de la revolución".

### Sustitución
El 4 de agosto de 2014 se inauguró la Cámara de Representantes de Libia, un nuevo órgano legislativo formado por 200 representantes que se eligieron mediante sufragio, en sustitución al Congreso General Nacional.
Sahmain exigió que el nuevo órgano se reuniera en Trípoli, pero los diputados eligieron la ciudad libia de Tobruk, fuera del alcance de las milicias islamistas, por lo cual tanto él como otros islamistas se negaron a acudir a la primera sesión del órgano. Sahmain se negó a traspasar el poder de forma oficial y la declaró "inconstitucional". No obstante, los parlamentarios llevaron a cabo la reunión y eligieron al jurista Abu Bakr Buera como su sucesor.

## Segunda Guerra Civil de Libia
Apoyados en las milicias islamistas y negándose a entregar el control a los liberales, Sahmain y otros diputados islamistas lograron mantener su control sobre Trípoli y sus alrededores, pese a que parte del Ejército se posicionara con los parlamentarios de Tobruk. Ambos grupos han intentado extender su dominio mediante las armas, dando lugar a una nueva guerra civil.
Abu Sahmain se mantuvo en el poder en Trípoli hasta abril de 2016, cuando Naciones Unidas logró pactar con numerosos poderes fácticos del país un nuevo Gobierno de Acuerdo Nacional con Fayez al-Sarraj a la cabeza, que tomó pacifícamente la ciudad. Sin apoyos y ante la creciente presión nacional e internacional, el Congreso Nacional se disolvió y Abu Sahmain abandonó la capital de forma clandestina, desapareciendo del escenario político libio.